# Liste der Baudenkmale in Steinreich
In der Liste der Baudenkmale in Steinreich sind alle Baudenkmale der brandenburgischen Gemeinde Steinreich und ihrer Ortsteile aufgelistet. Grundlage ist die Veröffentlichung der Landesdenkmalliste mit dem Stand vom 31. Dezember 2020. Die Bodendenkmale sind in der Liste der Bodendenkmale in Steinreich aufgeführt.

## Baudenkmale in den Ortsteilen
In den Spalten befinden sich folgende Informationen:
- ID-Nr.: Die Nummer wird vom Brandenburgischen Landesamt für Denkmalpflege vergeben. Ein Link hinter der Nummer führt zum Eintrag über das Denkmal in der Denkmaldatenbank. In dieser Spalte kann sich zusätzlich das Wort Wikidata befinden, der entsprechende Link führt zu Angaben zu diesem Denkmal bei Wikidata.
- Lage: die Adresse des Denkmales und die geographischen Koordinaten. Link zu einem Kartenansichtstool, um Koordinaten zu setzen. In der Kartenansicht sind Denkmale ohne Koordinaten mit einem roten beziehungsweise orangen Marker dargestellt und können in der Karte gesetzt werden. Denkmale ohne Bild sind mit einem blauen bzw. roten Marker gekennzeichnet, Denkmale mit Bild mit einem grünen beziehungsweise orangen Marker.
- Bezeichnung: Bezeichnung in den offiziellen Listen des Brandenburgischen Landesamtes für Denkmalpflege. Ein Link hinter der Bezeichnung führt zum Wikipedia-Artikel über das Denkmal.
- Beschreibung: die Beschreibung des Denkmales
- Bild: ein Bild des Denkmales und gegebenenfalls einen Link zu weiteren Fotos des Baudenkmals im Medienarchiv Wikimedia Commons

### Glienig
| ID-Nr.                           | Lage                  | Bezeichnung | Beschreibung | Bild |
| -------------------------------- | --------------------- | --- | --- | --- |
| 09140096                         | Schloßstraße 3 (Lage) | Glockenstuhl auf vier gusseisernen Stützen mit Glocke am Wirtschaftsgebäude des ehemaligen Schulgehöftes. | Laut Glienicker Ortschronist eine der beiden letzten, in Brandenburg übriggebliebenen Schulglocken, die über 100 Jahre alt sind. Sie stelle damit eine „extreme Besonderheit“ dar. Des Weiteren hatte sie als Schulglocke, da Glienig keine Kirche hat, die Kirchenglocke ersetzt. | weitere Bilder |
| 09140095                         | Schloßstraße 4 (Lage) | Landsitz „Schloss Glienig“, bestehend aus Villa, Wirtschaftshof mit Speicher, Pferdestall, Wohn- und Verwaltungsgebäude mit Stallanbau, Teil der Brennerei und zur Gutsanlage gehörigen Freiflächen, Parkanlage mit Tuffsteingrotte, Pumpenhaus, Wegeführungen sowie Einfriedungen | | Landsitz „Schloss Glienig“, bestehend aus Villa, Wirtschaftshof mit Speicher, Pferdestall, Wohn- und Verwaltungsgebäude mit Stallanbau, Teil der Brennerei und zur Gutsanlage gehörigen Freiflächen, Parkanlage mit Tuffsteingrotte, Pumpenhaus, Wegeführungen sowie Einfriedungen |
| 09141025 Teilobjekt zu: 09140095 | Schloßstraße 4 ()     | Herrenhaus / Villa | | ein Bild hochladen |
| 09141026 Teilobjekt zu: 09140095 | Schloßstraße 4 ()     | Wohnhaus & Verwaltungsgebäude | Das Wohnhaus und Verwaltungsgebäude befinden sich an der Südseite des Wirtschaftshofs. | ein Bild hochladen |
| 09141027 Teilobjekt zu: 09140095 | Schloßstraße 4 ()     | Stall | Der Stall schließt an den östlichen Pavillon des Verwaltungs- und Wohngebäudes an. | ein Bild hochladen |
| 09141028 Teilobjekt zu: 09140095 | Schloßstraße 4 ()     | Speicher | | ein Bild hochladen |
| 09141028 Teilobjekt zu: 09140095 | Schloßstraße 4 ()     | Speicher | Der Speicher befindet sich an der Nordseite des Wirtschaftshofes. | ein Bild hochladen |
| 09140881 Teilobjekt zu: 09140095 | Schloßstraße 4 ()     | Stall | | ein Bild hochladen |
| 09140882 Teilobjekt zu: 09140095 | Schloßstraße 4 ()     | Brennerei | | ein Bild hochladen |
| 09140883 Teilobjekt zu: 09140095 | Schloßstraße 4 ()     | Park | | ein Bild hochladen |
| 09140884 Teilobjekt zu: 09140095 | Schloßstraße 4 ()     | Gartengrotte | | ein Bild hochladen |
| 09140885 Teilobjekt zu: 09140095 | Schloßstraße 4 ()     | Pumpenhaus | | ein Bild hochladen |

### Schenkendorf
| ID-Nr.                           | Lage                  | Bezeichnung | Beschreibung                                                                                           | Bild                                                                                                   |
| -------------------------------- | --------------------- | --- | --- | --- |
| 09140097                         | (Lage)                | Dorfkirche | Die evangelische Kirche wurde im 15. Jahrhundert erbaut. Die Kirche wurde 1983 renoviert.              | weitere Bilder                                                                                         |
| 09140098                         | Dorfplatz (Lage)      | Platz des Dorfgerichts bzw. der Bauernversammlung (baumumstandener Kreis mit Mahlstein im Mittelpunkt)                                                    | | Platz des Dorfgerichts bzw. der Bauernversammlung (baumumstandener Kreis mit Mahlstein im Mittelpunkt) |
| 09140099                         | L 711 (Lage)          | Grenzstein in Form eines Findlings, zwischen Schenkendorf und Damsdorf, siehe „Alle ehemaligen Grenzsteine im Kreisgebiet des ehemaligen Kreises Luckau…“ | | weitere Bilder                                                                                         |
| 09140734                         | Schenkendorf 3 (Lage) | Herrenhaus, Großviehstall, Waschküche, Transformatorenhaus und Kellerhaus der Gutsanlage Schenkendorf                                                     | | weitere Bilder                                                                                         |
| 09140735 Teilobjekt zu: 09140734 | Schenkendorf 3 (Lage) | Stall | Eineinhalbgeschossiger Feldstein-Ziegelbau mit Satteldach aus dem Jahr um 1900 herum.                  | Stall                                                                                                  |
| 09140736 Teilobjekt zu: 09140734 | Schenkendorf 3 (Lage) | Waschküche | Eingeschossiger Bau mit Satteldach. Befindet sich nordöstlich des Herrenhauses. Datiert auf 1910/1920. | BW |
| 09140737 Teilobjekt zu: 09140734 | Schenkendorf 3 (Lage) | Trafostation | Zweigeschossiger Bau mit Satteldach. Datiert auf 1910/1920.                                            | BW |
| 09140738 Teilobjekt zu: 09140734 | Schenkendorf 3 (Lage) | Kelleranlage / Eiskeller | Ziegelbau, datiert auf 1801/1850. Er schließt sich an die Waschküche an.                               | BW |

### Sellendorf
| ID-Nr.                           | Lage                 | Bezeichnung                                                                      | Beschreibung                                                                   | Bild           |
| -------------------------------- | -------------------- | -------------------------------------------------------------------------------- | ------------------------------------------------------------------------------ | -------------- |
| 09140428                         | Dorfstraße 43 (Lage) | Gasthof, bestehend aus dem Gasthaus mit Saalanbau sowie Scheune und Stallgebäude |                                                                                | weitere Bilder |
| 09141198 Teilobjekt zu: 09140428 | Dorfstraße 43 (Lage) | Gasthaus                                                                         | Eingeschossiger, L-förmiger roter Klinkerbau mit Satteldach. Datiert auf 1899. | Gasthaus       |
| 09141199 Teilobjekt zu: 09140428 | Dorfstraße 43 (Lage) | Scheune                                                                          | Eineinhalbgeschossiger Ziegelbau mit Satteldach.                               | Scheune        |
| 09141200 Teilobjekt zu: 09140428 | Dorfstraße 43 (Lage) | Stall                                                                            | Ebenfalls eineinhalbgeschossiger Ziegelbau mit Satteldach.                     | Stall          |